# Gare Pearson
La gare Pearson ou la station Aérogare 1 est une gare ferroviaire et une station de navette automatique aéroportuaire située à l'aéroport international Pearson de Toronto, à Mississauga en Ontario. La gare est le terminus est du train navette inter-terminal Terminal Link et le terminus ouest de l'Union Pearson Express.

## Situation ferroviaire
La gare Pearson est située à la fin d'un embranchement pour les trains d'UP Express. À partir de la gare de Weston, les trains d'UP Express passent sous l'autoroute 401 et devant la gare d'Etobicoke North sans s'arrêter, et passent sous l'autoroute 427 puis tournent vers le sud sur une ligne secondaire. Les trains suivent une voie de guidage de 3 km de long qui s'élève au-dessus de l'autoroute 409 (jusqu'à une hauteur maximale de 28 mètres au-dessus de sol) et passe devant les voies d'accès de l'aéroport Pearson. Après avoir traversé une paire de voies croisées, le train arrive à la gare située à côté du toit de l'aérogare 1, près d'une navette automatique à câble. Les passagers peuvent s'y connecter pour être transportés à l'aérogare 3 ou au stationnement de longue durée situé près de Viscount Road.

## Histoire
La station Aérogare 1 a été ouverte en juillet 2006 en tant que terminus du Link Train à trois arrêts. La structure comprenait des piliers de soutien permettant d'allonger la station pour desservir une future liaison ferroviaire entre l'aéroport et le centre-ville de Toronto.
En juillet 2010, Metrolinx, l'agence de transport régional de Toronto, a annoncé qu'elle allait créer une liaison ferroviaire principale vers l'aéroport Pearson à partir de la gare Union. La construction de l'embranchement a commencé en juin 2012, avec un budget de 128,6 millions $. En juin 2013, la majeure partie de la structure, y compris les caissons, les colonnes et les poutres, était achevée et la première poutre de la nouvelle gare a été coulée. Le gros œuvre de la gare a été achevé en décembre 2013. La ligne a été ouverte le 6 juin 2015, à temps pour les Jeux panaméricains de 2015.

## Service aux voyageurs

### Accueil

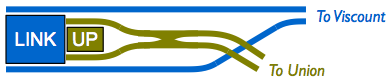
Aménagement des voies et des quais

La gare se compose de deux quais centraux reliées entre eux et desservant quatre voies. La paire de voies la plus extérieure s'étend sur toute la longueur de la gare et dessert la navette Terminal Link sur le quai sud, tandis que la paire la plus intérieure se termine à mi-chemin de la gare et dessert l'Union Pearson Express sur le quai nord. Les deux quais sont climatisés et l'accès aux trains se fait par des portes palières.
Le guichet de la gare est ouvert entre 12h30 et 20h30 tous les jours. Les ventes et les rechargements de la carte Presto sont seulement disponibles au quai d'UP Express, par carte de crédit ou débit.

### Dessert
Le Terminal Link circule toutes les quatre minutes pendant la majeure partie de la journée, et toutes les huit minutes entre 7h30 et 11h30, et entre 23h30 et 3h30. Le trajet complet jusqu'à la station Viscount prend moins de quatre minutes.
L'Union Pearson Express (UPX) circule toutes les 15 minutes en semaine entre 5h45 et 8h45, et entre 14h15 et 19h15, et toutes les 30 minutes en semaine entre 9h et 14h, et après 19h30, et toute la journée en fin de semaine et les jours fériés. Le trajet entre l'aéroport et la gare Union dure environ 25 minutes.

### Intermodalité
Plusieurs lignes d'autobus locaux et régionaux desservent l'aérogare 1 de l'aéroport Pearson, qui s'arrêtent au rez-de-chaussée (deuxième trottoir, colonne R4), deux étages en dessous de la gare.
Les autobus de la Commission de transport de Toronto desservent les deux aérogares. La ligne 900 Airport Express relie à la station Kipling, pendant que la 52A Lawrence West dessert les stations Lawrence West et Lawrence tous les jours. La 952 Lawrence West Express relie l'aéroport et les stations Lawrence West et Lawrence aux heures de pointe. Les lignes 300A Bloor-Danforth, 332 Eglinton West, et 352 Lawrence West sont les lignes d'autobus de nuit qui desservent l'aéroport.
La ligne 7 de MiWay dessert le terminus du centre-ville de Mississauga et le mail Westwood, et la 100 dessert la station Winston Churchill du Transitway, un service rapide par bus à Mississauga tous les jours.
La ligne 115 de Brampton Transit relie l'aéroport et le terminus Bramalea tous les jours.
La ligne 34 de GO Transit dessert les stations Yorkdale, Sheppard-Yonge et Finch, et la 40 relie la gare d'Hamilton, l'aéroport et le terminus Richmond Hill Centre. Les deux lignes desservent l'aéroport 7 jours sur 7, 24 heures sur 24.
Megabus assure une liaison en autocar entre l'aéroport Pearson et Kingston, avec des arrêts à Port Hope, Trenton, Belleville et Napanee. Les arrêts se trouvent au rez-de-chaussée à la colonne R5 de l'aérogare 1, ainsi qu'à la colonne C8 de l'aérogare 3.